# ZERO (ROZEのアルバム)
『ZERO』は、日本のダンスボーカルグループ・ROZEの1stアルバム。
2019年2月27日にmars entertainmentより発売。音楽配信サイトでは2019年3月7日に配信開始。

## 内容
- ROZEにとって初となるフルアルバム。
- プロデューサーは、『ZERO』をフルオリジナルアルバムとして完成させることは、ファンへの恩返しであり、頑張っているメンバーへの成果だと語っている。

## 収録曲
- 作詞、作曲、ミックスなどの総合プロデュースはC.ONが携わっており、全ての楽曲のミックス・マスタリングも行っている[3]。

1. ZERO
  - 作曲：C.ON
  - インストゥルメンタル楽曲。
2. Paradise
  - 作詞・作曲：C.ON
  - TBS系テレビ『有田ジェネレーション』2月度エンディングテーマ
  - REDS WAVE 4月度パワープレイ(レコメンドサウンド)
  - くまもと県民テレビ『Saturdayココ Smile サタデココ』4月度エンディングテーマ
  - 青森放送『月曜情報便』4月度エンディングテーマ
3. R'GAME
  - 作詞・作曲：C.ON
4. LINER
  - 作詞：S-KEY-A、作曲：YASUSHI WATANABE
  - 1stシングル『PIPIPAL』に収録
  - メンバーの入れ替わりもあり、再レコーディングしている。
5. Journey
  - 作詞：juan、作曲：ZiN
6. I GOT U
  - 作詞・作曲：C.ON
  - 3rdシングル『Smile again / I GOT U / UNIVERSE』に収録
  - 日本海テレビ『1ch Music』1月度エンディングテーマ
7. Crazy Girl
  - 作詞・作曲：C.ON
  - 今回のアルバムで、最後にレコーディングされた楽曲。
8. CAT'S EYE
  - 作詞：三浦徳子、作曲：小田裕一郎、編曲：大谷和夫
  - 杏里のヒット曲『CAT'S EYE』をカバーしており、振り付けはMAXをカバー。
  - 4thシングル『Flower / CAT'S EYE / Let's Play With Fire』に収録
9. M.A.D
  - 作詞・作曲：C.ON
  - MARINA、MALIによるツインボーカル。
10. Flower
  - 作詞・作曲：C.ON
  - TBSテレビ『イベントGO!』7月度オープニングテーマ
  - 4thシングル『Flower / CAT'S EYE / Let's Play With Fire』に収録
11. RAINBOW
  - 作詞：ROZE、作曲：Mayuko Maruyama、編曲：Takehiro Shimizu
  - 本来はシークレットトラックにする予定だった。
  - 1stシングル『PIPIPAL』に収録
  - メンバーの入れ替わりもあり、再レコーディングしている。